# 沃氏鬍鯰
沃氏鬍鯰，為輻鰭魚綱鯰形目塘虱魚科的其中一種，分布於非洲維多利亞湖、坦干伊喀湖及愛德華湖流域，本魚胸鰭棘在內部而外部的側邊上呈鋸齒狀，頭部尖;吻短的而且略圓，眼位於更背面，後頭骨囪門長而橢圓形，齒板小，鰓耙長而且遠遠地豎立。鰓前的器官發展良好，第二感覺管的開口規則排列的沿著側面，背鰭軟條64-92枚，臀鰭軟條64-79枚，棲息在底層水域，屬雜食性，以魚類、軟體動物、橈腳類、植物等為食，體長可達23公分。

## 扩展阅读
維基物種上的相關：沃氏鬍鯰